# Rhabdogaster pedion
Rhabdogaster pedion là một loài ruồi trong họ Asilidae. Rhabdogaster pedion được Londt miêu tả năm 2006. Loài này phân bố ở vùng nhiệt đới châu Phi.